# Webber Falls
Die Webber Falls sind ein Wasserfall bislang nicht ermittelter Fallhöhe am Ostrand der Spenser Mountains in der Region Canterbury auf der Südinsel Neuseelands. Er liegt im Lauf eines namenlosen Bachs, der unweit hinter dem Wasserfall in östlicher Fließrichtung in den Oberlauf des Waiau Uwha River mündet.